# Hemimelia peronea
La hemimelia peronea es la ausencia congénita (o solo el acortamiento) del peroné. Llamada también hemimelia fibular o deficiencia fibular longitudinal, se trata de la más común de las ausencias congénitas que pueden afectar a los huesos largos de las extremidades.
En los humanos, el trastorno puede ser advertido ya en el útero a través de ultrasonidos, con el objeto de preparar la amputación total del hueso o la compleja cirugía que permitirá su alargamiento. 
La amputación se realiza normalmente a los seis meses, tomando fragmentos de las piernas para prepararlos para su uso pretésico. Los otros tratamientos, entre ellos la cirugía de alargamiento de piernas y repetidas osteotomías correctoras, son costosos y están asociados con alguna deformidad residual.

## Diagnóstico

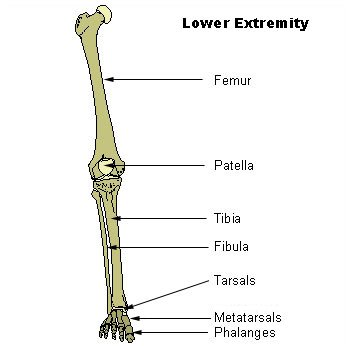
Huesos de las extremidades humanas inferiores

- Una banda fibrosa en vez del peroné.
- Pierna pequeña y deforme.
- Ausencia de la parte lateral del tobillo (debido a la ausencia del extremo distal del peroné) e inestabilidad de la parte que queda; el pie tiene una deformidad equinovaro.
- En ocasiones, ausencia de parte del pie.

A veces, el pie puede utilizarse con normalidad; en otros casos, debe ser amputado.
La ausencia parcial o total del peroné es una de las anomalía más frecuentes en las extremidades, y la deficiencia más común en el caso de los huesos largos y de las deformidades del esqueleto en la pierna. 
Lo normal es su presencia solo en un lado y su manifestación más frecuente es la hemimelia peronea paraxial, esto es, que solo esté afectada la porción postaxial de la extremidad.

## Personas famosas afectadas
- Oscar Pistorius - atleta sudafricano;
- Aimee Mullins - atleta, actriz y modelo estadounidense;
- Jessica Long - nadadora estadounidense;
- Hunter Woodhall - atleta estadounidense;